# Hayley McElhinney
Hayley McElhinney (* 12. September 1974) ist eine australische Schauspielerin.

## Leben
McElhinney schloss ihr Studium 1999 an der Western Australian Academy of Performing Arts ab. Sie war mit der Melbourne Theatre Company, der Black Swan Theatre Company, der Perth Theatre Company und der Sydney Theatre Company in Australien und in den USA auf Tournee.
2007 wurde sie für den Helpmann Award nominiert und war von 2006 bis 2008 ein ständiges Mitglied der Actor’s Company der Sydney Theatre Company. Als Film- und Fernsehschauspielerin war sie seit 1996 in mehr als 20 Produktionen zu sehen.

## Filmografie (Auswahl)
- 1996: Sweat (Fernsehserie, Folge 1.11)
- 1999: My Mother Frank
- 2000: City Loop
- 2012: Headhunt (Red Inc.)
- 2014: Der Babadook (The Babadook)
- seit 2016: The Heart Guy (Doctor Doctor, Fernsehserie)
- 2018: The Gateway
- 2019: Hearts and Bones
- 2020: Rams
- 2022: Das reinste Vergnügen (How to Please a Woman)
- 2022: Mystery Road: Origin (Fernsehserie, 6 Episoden)
- 2022: Upright (Fernsehserie, 8 Episoden)